# Amiralitetsbyggnaden

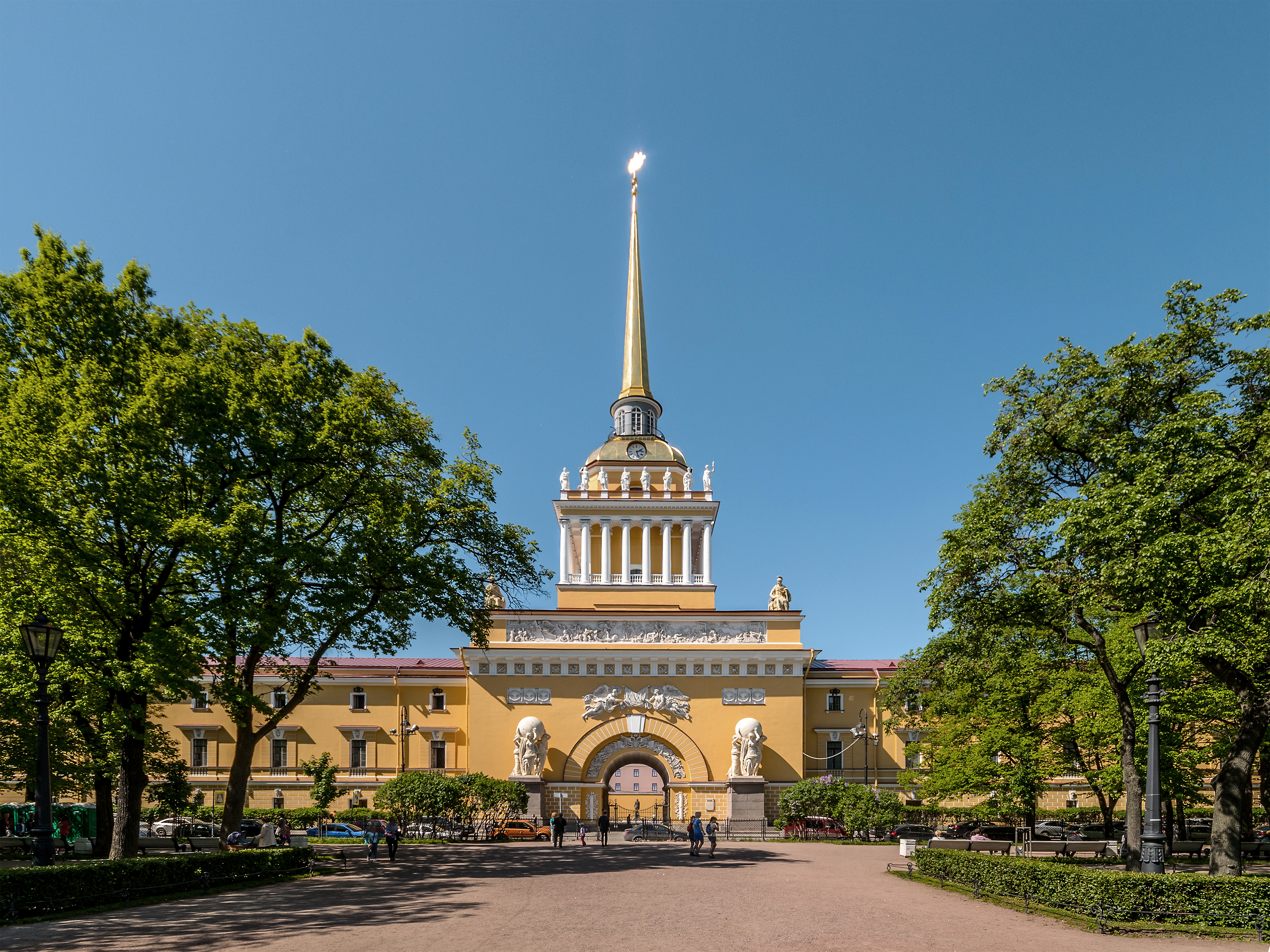
Amiralitetet i Sankt Petersburg.

Amiralitetet (eller Amiralitetsbyggnaden; ry. Адмиралтейство) är en byggnad i Sankt Petersburg, Ryssland, som är byggd i den klassicistiska stilen. Den lilla båten på spiran högst upp är, liksom Bronsryttaren och konturerna av de öppna broarna över floden Neva med Peter-Paulfästningen i bakgrunden, en av stadens symboler.
Grunden till Amiralitetet lades den 4 november 1704. Ursprungligen byggdes Amiralitetet som ett varv efter tsar Peter den stores ritningar.